# Dingo joue au football
Pour plus de détails, voir Fiche technique et Distribution.
Dingo joue au football (titre original : How to Play Football) est un court métrage d'animation américain de la série de Dingo, réalisé par Jack Kinney et produit par les studios Disney, sorti le 15 septembre 1944 aux États-Unis.

## Synopsis
Dingo essaye d'apprendre au spectateur à être un bon joueur de football américain. On assiste à la rencontre entre les équipes Taxidermy Tech et Anthropology A and M, toutes deux composées de Dingo.

## Fiche technique
- Titre original : How to Play Football
- Autres titres[1] :
  - Finlande : Kuinka amerikkalaista jalkapalloa pelataan
  - France : Dingo joue au football
  - Suède : Jan Långben som halvback, Jan Långben spelar rugby
  - États-Unis : How to play football
- Série : Dingo
- Réalisateur : Jack Kinney
- Animateur : Art Babbitt[2]
- Producteur : Walt Disney
- Société  de  production : Walt Disney Productions
- Distributeur : RKO Radio Pictures
- Pays d'origine:  États-Unis
- Langue : Anglais
- Format d'image : Couleur (Technicolor) - Son : Mono (RCA Sound System)
- Durée : 7 min 38 s[2]
- Dates de sortie : 15 septembre 1944[3]

## Voix originales
- Pinto Colvig : Dingo (Voix)[1]
- Fred Shields : le narrateur

## Voix françaises

### 1erdoublage (années 1980)
- Michel Drucker : le narrateur
- Francis Lax : Voix additionnelles

### 2edoublage (années 2010)
- Laurent Morteau : le narrateur
- Michel Laroussi : Voix additionnelles

## Commentaires
- Les joueurs des deux équipes sont nommés d'après des membres de Disney, avec parfois de légères modifications : Geronomi (Clyde Geronimi), DeGradi (Don Da Gradi), Sibley (John Sibley) et Moose Williams en référence à Roy Williams, scénariste et futur animateur du Mickey Mouse Club[2].
- Cet usage a été repris dans le dessin animé sur le hockey La Castagne (Hockey Homicide, 1945) puis celui du basketball Double Dribble (1946).